# 1814 en droit
Cet article présente les faits marquants de l'année 1814 en droit.

## Événements

### Novembre
- 1er novembre : début du congrès de Vienne, qui durera jusqu'au 9 juin 1815. Il regroupe les adversaires de Napoléon Ier, et les plus grands diplomates de l'époque, notamment : le chancelier Klemens Wenzel von Metternich pour l'empire d'Autriche, Charles-Maurice de Talleyrand-Périgord, prince de Bénévent, délégué par Louis XVIII, pour le royaume de France, Lord Castlereagh, puis le duc Arthur Wellesley de Wellington, puis Lord Clancarty pour le Royaume-Uni de Grande-Bretagne et d'Irlande, le prince Karl August von Hardenberg et Wilhelm von Humboldt pour le royaume de Prusse, l'empereur Alexandre Ier de Russie et le comte Charles Robert de Nesselrode pour l'Empire russe, le comte Filippo Magawly Cerati et le cardinal Ercole Consalvi représentants de Pie VII, Antoine Marie Philippe Asinari de Saint-Marsan pour le royaume de Sardaigne, Anton Brignole Sale, pour la république de Gênes, annexée au royaume de Sardaigne et Carl Löwenhielm, pour le royaume de Suède.

## Décès
- 25 décembre : Jean-Louis Schirmer, magistrat et homme politique français (° 18 septembre 1739).